# Championnat de Finlande de hockey sur glace 2022-2023
Saison précédente Saison suivante
La saison 2022-2023 est la 48e saison de la Liiga, le championnat élite de hockey sur glace en Finlande.

## Liiga

### Participants
Comme les saisons précédentes, 15 équipes sont engagées en Liiga :
| Équipe                  | Ville        | Entraîneur        | Patinoire               | Capacité | Capitaine          |
| ----------------------- | ------------ | ----------------- | ----------------------- | -------- | ------------------ |
| HIFK                    | Helsinki     | Ville Peltonen    | Patinoire d'Helsinki    | 8 200    | Teemu Tallberg     |
| Hämeenlinnan Pallokerho | Hämeenlinna  | Jarno Pikkarainen | Pohjantähti Areena      | 5 360    | Juuso Hietanen     |
| Ilves                   | Tampere      | Antti Pennanen    | Nokia Arena             | 13 330   | Eemeli Suomi       |
| Jukurit Mikkeli         | Mikkeli      | Olli Jokinen      | Kalevankankaan jäähalli | 4 200    | Juhamatti Aaltonen |
| JYP Jyväskylä           | Jyväskylä    | Jukka Rautakorpi  | Synergia-areena         | 4 437    | Robert Rooba       |
| Kalevan Pallo           | Kuopio       | Tommi Miettinen   | Kuopion jäähalli        | 5 300    | Tuomas Kiiskinen   |
| KooKoo Kouvola          | Kouvola      | Olli Salo         | Kouvolan jäähalli       | 5 950    | Heikki Liedes      |
| Kärpät Oulu             | Oulu         | Lauri Marjamäki   | Patinoire d'Oulu        | 6 485    | Atte Ohtamaa       |
| Lukko                   | Rauma        | Marko Virtanen    | Kivikylän Areena        | 4 700    | Anrei Hakulinen    |
| Pelicans Lahti          | Lahti        | Tommi Niemelä     | Isku-areena             | 5 371    | Miika Roine        |
| SaiPa                   | Lappeenranta | Ville Hämäläinen  | Kisapuisto              | 4 820    | Jarno Koskiranta   |
| Sport Vaasa             | Vaasa        | Risto Dufva       | Vaasan Sähkö Areena     | 5 000    | Sebastian Stålberg |
| Tappara                 | Tampere      | Jussi Tapola      | Nokia Arena             | 13 330   | Otto Rauhala       |
| TPS                     | Turku        | Jussi Ahokas      | HK Arena                | 11 820   | Juhani Jasu        |
| Ässät                   | Pori         | Karri Kivi        | Porin jäähalli          | 6 350    | Jesse Joensuu      |

### Saison régulière
La saison régulière commence le 13 septembre 2022, comme il est d'usage dans la Liiga par un match entre les deux derniers finalistes de la saison précédente : Tappara et TPS. Elle se termine le 11 mars 2023 et est suivie par les séries éliminatoires.